# Maria de la Pau Janer
Pour les articles homonymes, voir Janer.
Maria de la Pau Janer, née à Palma (Majorque) en 1966, est une écrivaine espagnole en castillan et catalan.

## Biographie
Elle est née en 1966 à Palma de Majorque. Son père, Gabriel Janer Manila, est également un écrivain. Elle est docteur en philologie catalane de l'université des îles Baléares, où elle enseigne désormais la littérature tout en se consacrant à l'écriture.
Écrivant essentiellement en catalan, elle intervient régulièrement dans les médias et est membre de l'Associació d'Escriptors en Llengua Catalana. L'attribution en 2005 du Prix Planeta à l'une de ses œuvres a été l'objet d'une controverse, un autre écrivain, Juan Marsé, Prix Planeta en 1978 et Prix Cervantes en 2008, ayant jugé le niveau des finalistes de ce prix, cette année-là, de «bas niveau»,,.

## Publications (extrait)
- L'hora dels eclipsis (1989), prix Andròmina
- Màrmara (1993), prix Prudenci Bertrana
- Natura d'anguila (1995), prix Carlemagny[1]
- Orient, Occident, dues històries d'amor (1997)
- Lola (1999), prix Ramon Llull
- Las mujeres que hay en mí (2002), finaliste Prix Planeta
- Pasiones romanas (2005), Prix Planeta[1]